# Šárka Cojocarová
Šárka Cojocarová, provdaná Klemensová (* 16. ledna 1989 Bruntál[zdroj?]) je česká modelka, Miss Brno Open 2009 a Česká Miss Earth 2011.

## Životopis

### Osobní život
Pochází ze slezských Svobodných Heřmanic. Její dědeček Cojocar pocházel z Rumunska.[zdroj?]
V dubnu 2013 oznámila, že je těhotná a bude se v červnu 2013 vdávat za svého partnera, závodníka Karla Klemense, se kterým tehdy rok žila.. 22. října 2013 se jim narodil první společný potomek, holčička Sára v porodnici v Opavě (měřila 52 cm a vážila 4260 gramů) a 9. července 2015 porodila syna Karla v porodnici v Opavě (vážil 4625 gramů a měřil 53 centimetrů).
Jejím bratrancem je Václav Cojocaru, žhář, který se podílel na rasově motivovaném útoku ve Vítkově a soud mu za to udělil výjimečný dvacetiletý trest. S jeho rodinou se však rodina modelky již několik let nestýká.

### Vzdělání
V letech 2004–2008 studovala na Jazykovém gymnáziu Pavla Tigrida v Ostravě-Poruba. Poté studovala bakalářské obory Anglický jazyk a literatura a Francouzský jazyk a literatura ve studijním programu Filologie na Filozofické fakultě Ostravské univerzity, které absolvovala v roce 2011. Poté pokračovala ve studiu navazujících magisterských oborů Učitelství anglického jazyka a literatury pro SŠ a Učitelství francouzského jazyka a literatury pro SŠ ve studijním programu Učitelství pro střední školy na téže fakultě, které měla absolvovat v roce 2013. Ovládá angličtinu, francouzštinu, španělštinu a ruštinu.[zdroj?]

### Soutěže Miss
Zúčastnila několika soutěží krásy. Na většině z nich se umístila na předních pozicích, například na:
- Miss Model 2004 – vítězka[6]
- Dívka roku – vítězka
- Miss Junior ČR 2004 – vítězka[7]
- Miss Reneta 2006 – vítězka[8]
- Miss České republiky 2007 – finalistka
- Miss Praha Open 2008 – I. vicemiss
- Miss Globe International 2008 – TOP 12, Miss Dream Girl of The World
- Miss Brno 2009 – vítězka
- Miss Teen International 2009 – II. vicemiss
- International Model of the Year 2009 – II. vicemiss [9]
- Supermiss 2009 – III. Supermiss a Supermiss Internet[10]
- Miss FANTOM 2010 – neumístila se

V roce 2011 se zúčastnila s finálním číslem 4 soutěže Česká Miss (její spolužačka z vysoké školy Blanka Štramberská soutěžila s číslem 3). Na galavečeru, který se konal dne 19. března 2011, získala titul Česká Miss Earth 2011. Poté nás reprezentovala na celosvětové ekologické soutěži krásy Miss Earth, která se konala ve filipínské Manile a získala titul Nejkrásnější tělo v plavkách (Best in Swimsuit).[zdroj?]
V roce 2012 reprezentovala naši zemi také na méně známé mezinárodní soutěži krásy Miss Exclusive of the World, jejíž finále se konalo 7. července 2012 v Turecku a kde se umístila na 3. místě.[zdroj?]